# Subterraneobombus
Subterraneobombus es un subgénero de abejorros (género Bombus) que se distribuye por toda Europa y Asia exceptuando la India, Vietnam, Myanmar, Laos y Tailandia. También se distribuye por Norteamérica, del norte de Estados Unidos hasta Canadá. Habitan tanto en praderas alpinas como en praderas abiertas, también pueden habitar en hábitats algo áridos. Anidan tanto bajo tierra como en la superficie. Crean bolsillos.

## Especies
Contiene las siguientes especies, una especie es holártica (B. borealis), dos son del Neártico (B. appositus y B. distinguendus), las ocho restantes del Paleártico:
- Bombus amurensis
- Bombus appositus
- Bombus borealis
- Bombus difficillimus
- Bombus distinguendus
- Bombus fedtschenkoi
- Bombus fragrans
- Bombus melanurus
- Bombus mongolensis
- Bombus personatus
- Bombus subterraneus